# Chañar Ladeado
Chañar Ladeado is een plaats in het Argentijnse bestuurlijke gebied Caseros in de provincie Santa Fe. De plaats telt 5.716 inwoners.

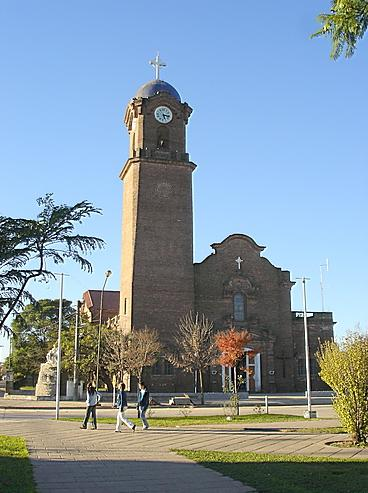
Kerk in Chañar Ladeado